# Torre San Vincenzo
La Torre San Vincenzo, también conocida como Torre SIP o Torre Telecom Italia, es un edificio de oficinas de gran altura situado en el distrito de San Vincenzo de Génova, Italia. Inaugurada en 1967, la torre tiene una altura de 105 metros de altura con 23 pisos y es, a fecha de 2024, el tercer edificio más alto de la ciudad, tras Matitone y la Torre Piacentini.
El edificio, renovado a principios de la década de 2000, alberga las oficinas de asociaciones y empresas. Albergó las oficinas de SIP y, posteriormente, de Telecom Italia. Desde 2005 alberga la sede en Génova de Confindustria, que ocupa tres plantas del edificio. Desde 2022 también alberga las oficinas de la Unión Italiana del Trabajo (UIL) Liguria.